# Rocket Knight Adventures
Rocket Knight Adventures ist ein Jump-’n’-Run-Spiel, das im Jahr 1993 von der Firma Sega für den Sega Mega Drive veröffentlicht wurde. Entwickelt wurde das Spiel von Konami.

## Setting
Eine bösartige Schweinearmee fällt, unterstützt durch den Antagonisten Axle Gear, in das Land Zebulos ein und entführt die Prinzessin des Königreiches. Sparkster macht sich auf, die Invasoren zu vertreiben und die Prinzessin zu retten. Seine Reise führt ihn bis in die industrielle Hauptstadt der Schweine und schließlich ins All und die Todesstern-ähnliche Weltraumstation Pig Star.

## Gameplay
Sparkster ist ein Opossum in Ritterrüstung, mit Schwert und Jet-Pack ausgestattet.
Mit dem Schwert werden Hiebe ausgeteilt, mithilfe des Jetpacks kann man kurze Strecken fliegen beziehungsweise einen starken Schwerthieb ausführen.

## Sparkster
Sparkster ist der Nachfolger von Rocket Knight Adventures und erschien für das Sega Mega Drive und das Super Nintendo Entertainment System. Trotz der Namensgleichheit unterscheiden sich beide Versionen erheblich voneinander.

## Neuauflage
Am 12. Mai 2010 wurde ein neuer Teil für die Xbox 360 veröffentlicht. Dieser wurde von den Climax Studios Ltd entwickelt und in Deutschland von Konami veröffentlicht. Das Spielprinzip ist mit dem des 17 Jahre zuvor veröffentlichten Vorgängers identisch. So ist die Hauptfigur immer noch Sparkster das Opossum. Das Spiel ist ein klassisches 2D-Jump-’n’-Run. Zwischen den einzelnen Leveln gibt es auch noch Fluglevels, die ähnlich wie in R-Type ablaufen.